# Cacalacayo
Cacalacayo är en ort i Mexiko.   Den ligger i kommunen Tamazunchale och delstaten San Luis Potosí, i den sydöstra delen av landet, 200 km norr om huvudstaden Mexico City. Cacalacayo ligger 209 meter över havet och antalet invånare är 164.
Terrängen runt Cacalacayo är kuperad åt sydväst, men åt nordost är den platt. Runt Cacalacayo är det ganska tätbefolkat, med 86 invånare per kvadratkilometer. Närmaste större samhälle är Tamazunchale, 10,3 km nordväst om Cacalacayo. I omgivningarna runt Cacalacayo växer huvudsakligen savannskog.